# 영국항공 5390편 사고
영국항공 5390편 기체 감압 사고는 정비사의 정비불량으로 발생한 항공 사고이다. 그 당시 창문이 떨어져나가 기장의 몸은 기체밖에 매달려있었지만 기내에 있던 승무원이 기장의 발목을 잡아 기장은 생존하였다.

## 원인
총 볼트 90개중 볼트 84개 지름이 한 단계 낮은(#8) 게이지이며 6개는 정상(#10) 게이지이나 길이가 0.1”(2.54mm) 규정보다 짧았다.
왼쪽 윈드실드는 1990년 6월 8/9 일 야간 근무 중에 교체되었으며 사고 비행은 설치 이후 처음이었다.
조사 과정에서 기존 윈드실드에 장착되었던 볼트 80개가 작업장에서 회수됐고, 이 중 78개가 A211-7D로 확인됐고, 나머지 2개는 A211-8D로 확인됐다. 따라서 영국항공이 항공기를 인수하기 이전인 4년 전에 장착된 구형 윈드실드는 1차적으로 볼트에 의해 부착되었는데 볼트는 규정보다 0.1인치 짧았다. 항공기 제작 과정의 부실함도 들어났다.
결론
항공기에 사용하는 나사(screw, bolt, nut)는 불리어지는 screw, bolt, nut, anchor nuts(nut plate)의 명칭이 중요한 것 아닌 나사 규격인 게이지(gage or gauge)가 중요한 것이다.
이런 인치 나사(screw, bolt, nut)류의 잘못 된 장착을 예방하기 위해 항공기에는 machine screw secondary 사이즈인 gage(gauge) 12번 나사를 사용하지 않는다.
참고:
영국항공 나사 규격을 확인 해보니 지름은 미국 인치 게이지(gage)를 사용, 길이는 여전히 0.1”(2.54mm) 단위로 하여 사용헌다. https://www.lasaero.com/parts/?search_part=A173
자료 출저:
https://code7700.com/case_study_british_airways_5390.htm
Report on the accident to BAC One-Eleven, G-BJRT over Didoct, Oxfordshire on 10 June 1990j
https://www.facebook.com/2378953802349552/posts/2709751292603133/

정비사가 조종실 유리를 다시 결합하는 과정에서 본래 사용해야할 나사보다 작은 나사를 사용하였다. 여기에 불안정한 정비 자세, 야근으로 인한 피로감이 겹쳐 나사 결합의 이상을 발견하지 못했다.

## 결과
안전벨트를 착용하지 않은 기장이 기체 밖으로 빨려나갔으나, 발이 조종간에 걸려 완전히 빠져나가지 않았고, 승무원이 기장을 붙잡은 사이 부기장이 항공기를 비상착륙시켰다.

## 같이 보기
- 쓰촨 항공 8633편
- 사우스웨스트 항공 1380편 엔진 폭발 사고